# Convención Preliminar de Paz (1828)
La Convención Preliminar de Paz también llamado Tratado de Montevideo fue el tratado que culminó la Guerra del Brasil y selló la independencia definitiva de la República Oriental del Uruguay. Fue firmado entre el Imperio del Brasil y las Provincias Unidas del Río de la Plata con mediación del Reino Unido el 27 de agosto de 1828, en Río de Janeiro, por el cual Argentina y Brasil acordaron la independencia del denominado provisoriamente "Estado de Montevideo" actualmente llamado Uruguay.

## Contexto
El estancamiento de la Guerra del Brasil (Cisplatina) fue causado en parte por estas circunstancias: la destrucción de gran parte de la pequeña flota argentina de Buenos Aires, la incapacidad de las fuerzas de tierra argentina de capturar las dos ciudades de la Banda Oriental de imperiales, extender sus operaciones en territorio brasileño, las graves consecuencias económicas impuestas por el bloqueo naval brasileño a Buenos Aires, así como la temporal falta de mano de obra para una ofensiva terrestre brasileña a gran escala contra las fuerzas argentinas que habían invadido su territorio. La ocupación de las Misiones Orientales luego de la campaña exitosa del general oriental Fructuoso Rivera, una creciente presión pública en Brasil para poner fin a la guerra y el interés británico para que finalizara el conflicto, habían motivado el interés en una solución pacífica para ambas partes.
El presidente Bernardino Rivadavia envió a Manuel José García a Río de Janeiro con instrucciones que indicaban que debía llegarse a la paz sobre la base del reconocimiento de los derechos argentinos sobre la Banda Oriental, o bien de la independencia de la misma. García firmó la Convención Preliminar de Paz de 1827 que luego fue denominado por el propio Rivadavia como «el tratado deshonroso», ya que, en él, la Argentina aceptaba que Brasil ocupara nuevamente las Misiones Orientales y la totalidad de la Provincia Oriental, reconociéndolas bajo soberanía del Imperio; también se comprometía a desarmar la isla Martín García, y a pagarle al Brasil una indemnización en metálico por cada presa que hubiesen hecho los buques corsarios de su servicio, a cuyos actos se los calificaba de «piratería».
A su regreso a Buenos Aires, el 20 de junio, García presentó la Convención al Presidente y al Congreso. La opinión pública reaccionó indignada, se publicaron en los periódicos artículos muy violentos contra el gobierno, y la ciudad se cubrió de panfletos ofensivos contra García, Rivadavia y Ponsonby. Presionado de este modo Rivadavia, se presentó ante el Congreso con un virulento discurso exigiendo el rechazo del tratado: 

«Un argentino debe perecer mil veces con gloria antes de comprar su existencia con el sacrificio de su dignidad y de su honra».

Finalmente la Convención fue rechazada, pero igualmente Rivadavia sufrió el costo político del pacto, renunciando el 26 de junio, siendo sucedido por el federal bonaerense Manuel Dorrego, quien asumió el 13 de agosto de 1827. Desde el principio, este declaró que estaba dispuesto a continuar la guerra, por lo que la conflagración prosiguió.
Pero, gracias a la presión económica y diplomática del Reino Unido, el 20 de febrero de 1828 se abren nuevamente las tratativas de paz, con la mediación de Gran Bretaña.
Lord John Ponsonby, el enviado de Londres, propuso como solución la independencia total de parte de la Provincia Oriental (las Misiones Orientales quedaron en poder de Brasil) con el nombre de Estado Oriental del Uruguay. La propuesta británica tenía como finalidad restablecer la paz en el Plata, consolidar el comercio británico e impedir que fueran dos grandes estados -Brasil y Argentina- los que dominaran el estuario. El diplomático convenció a Argentina y Brasil para que no gastaran dinero en una guerra por la Provincia Oriental.
Sin embargo, los verdaderos intereses del Imperio Británico se ven en una carta que envió Ponsomby a Londres: 

Los intereses y la seguridad del comercio británico, serían grandemente aumentados en un Estado en que los gobernantes cultivaran una amistad por Inglaterra. La Banda Oriental  contiene la llave del Plata y de Sud América, debemos perpetuar una división geográfica de Estados que beneficie a Inglaterra y la paz.

## Contenido

### Forma de declaración de la independencia
En los artículos primero y segundo se declaró la independencia de la Provincia Oriental del Reino Unido de Portugal, Brasil y Algarve o de su inmediato sucesor, el Imperio del Brasil, y la reunificación con las Provincias Unidas del Río de la Plata. 
Esta fórmula de compromiso hizo aparecer a la independencia oriental como una concesión graciosa de las potencias vecinas. No obstante, la independencia oriental fue un largo proceso, uno de cuyos momentos más importantes fue la Cruzada Libertadora y la Declaratoria de la Independencia el 25 de agosto de 1825, en la que el Congreso de la Florida dictó tres leyes: 
- 1 - La de Independencia (con respecto al Brasil.)
- 2 - La de Unión (a las Provincias Unidas del Río de la Plata.)
- 3 - La de pabellón.

### Carácter de la independencia: definitiva o temporaria
El artículo 10.º de la Convención estableció que si durante los cinco años después de jurada la Constitución, la tranquilidad y seguridad fuese perturbada dentro de ella por la guerra civil, prestarían al gobierno legal el auxilio necesario para mantenerlo y sostenerlo. Pasado ese plazo cesaría toda la protección y la provincia quedaría considerada en estado de perfecta y absoluta independencia. El derecho a intervenir en auxilio del gobierno legal se estableció por las partes contratantes sin necesidad de pedido expreso por parte del nuevo Estado.

### Control de la Constitución
El artículo 7º estableció que los Representantes se ocuparían de redactar la Constitución política de la Provincia y esta, antes de ser jurada, sería examinada por Comisarios de los dos Gobiernos contratantes para el único fin de ver si ella contenía algún artículo que se opusiera a la seguridad de los respectivos Estados.

### Libre navegación
En un artículo adicional se aseguraban las dos naciones (Argentina y Brasil) la navegación del Río de la Plata y de todos los otros que desaguan en él, por el tiempo de quince años.

### Defectos
Los defectos que contenía la Convención Preliminar de Paz comprometerían el futuro del nuevo Estado: la no fijación de sus límites territoriales y la obligación de someter la Constitución al examen de los gobiernos contratantes.

## Consecuencias

Ubicación del nuevo Estado Oriental del Uruguay. Al norte suyo estaba el Imperio del Brasil, futuro Brasil, y al sur las Provincias Unidas del Río de la Plata, futura Argentina.

Primera bandera de Uruguay, utilizada entre 1828 y 1830. Las nueve barras o franjas celestes representaban a los departamentos.

La independencia del Uruguay quedó definitivamente sellada el 4 de octubre del mismo año en Montevideo a las dos de la tarde, cuando las naciones firmantes canjearon las ratificaciones del tratado. El 18 de julio de 1830, se jura la primera constitución del Uruguay tal cual lo establecido, este acto es conocido en Uruguay como la Jura de la Constitución. Ese mismo año se llama a Elecciones Generales y Fructuoso Rivera es investido primer Presidente de la República Oriental del Uruguay.
Algunas de las más dramáticas consecuencias de este tratado fueron sufridas inmediatamente por Argentina. 
Los jefes militares argentinos se dividieron: los nacidos en la Banda Oriental pasaron a ser los primeros jefes militares uruguayos, quienes rápidamente entraron en conflicto. Lavalleja se vio obligado a deponer su dictadura y el general José Rondeau se hizo cargo del Gobierno Provisorio.
En la primera elección en la naciente república, en agosto de 1830, Rivera obtiene mayoría de apoyos y es investido como Presidente, Lavalleja se rebela, alzándose en armas en julio de 1832, siendo derrotado. En 1834 resurge en un nuevo levantamiento armado, esta vez con el auxilio de Juan Manuel de Rosas. En esta ocasión también fue derrotado y Rosas sigue apoyando a Lavalleja, esta vez contra la presidencia de Manuel Oribe. Esta enemistad con Oribe se disuelve a partir de la rebelón de Rivera en contra el gobierno, a mediados de 1836, entonces Lavalleja toma las órdenes de Oribe quien se beneficia del apoyo de Rosas. Gran parte de los jefes militares argentinos que habían combatido directamente a los brasileños consideraron erróneamente que la culpa del tratado era de Manuel Dorrego, aunque este fuera firmado por él. De este modo en 1829, Juan Galo Lavalle, apenas retornó a Buenos Aires con las tropas que habían participado de la guerra, derrocó e hizo ejecutar a Dorrego en la localidad bonaerense de Navarro.
El artículo 10.º fue comparable en la práctica con una profecía o más bien una maldición, ya que ni bien cumplido el período estipulado de 5 años, auguraba el renacer de una sangrienta guerra fratricida que a partir de 1836 involucró a Argentina (unitarios contra federales) y al nuevo estado uruguayo (colorados contra blancos), en la llamada Guerra Grande. Tal guerra recién concluyó el 3 de febrero de 1852, con el derrocamiento de Rosas.